# 私立男塾
『私立男塾』（しりつ おとこじゅく）は、松田一輝による日本の漫画作品。『少年ビッグコミック』（小学館）に1981年から1983年にかけて連載された。コミックスはマンガくんコミックス/少年ビッグコミックスから全8巻。コミックスは絶版になっているが、日本漫画学院のコミックターミナルでの有料公開や電子書籍版の販売が行われている。

## あらすじ
時は幕末。鍋島藩下級武士の家に生まれた宮本大気は、藩校の弘道館への進学塾私立男塾の1年生である。宮本大気は、私立男塾の新任教師として赴任してきた型破りな藤丸鉄心と出会うことで、様々な異国の技術、言語、文化などを学び、自分の進むべき道を模索しつつ成長していく。

## その他
宮下あきらの漫画作品「魁!!男塾」（集英社『週刊少年ジャンプ』刊）およびその続編とは無関係。なお「魁!!男塾」の連載開始は1985年であり、本作（1981年 - 1983年に連載）の方が早い。